# Piuí gros
El piuí gros (Contopus pertinax) és un ocell de la família dels tirànids (Tyrannidae).

## Hàbitat i distribució
Habita els boscos de coníferes, bosc de rivera i clars del bosc a les terres altes des del centre d'Arizona i sud-oest de Nou Mèxic, cap al sud, a Chihuahua, sud de Coahuila, centre de Nuevo León i sud de Tamaulipas, cap al sud, a través de Mèxic, Guatemala, Belize, El Salvador, i Hondures fins al nord de Nicaragua.